# Semnopithecus dussumieri
Semnopithecus dussumieri är en primat i släktet hulmaner som förekommer i Indien. Den listades tidigare som underart till Semnopithecus entellus och godkänns nu oftast som självständig art. IUCN listar arten som livskraftig (LC).
Arten lever i stora delar av centrala och västra Indien. I bergstrakter når den 1700 meter över havet. Habitatet utgörs av tropiska regnskogar, torra lövfällande skogar och buskskogar. Semnopithecus dussumieri uppsöker även trädgårdar och andra urbaniserade områden.
Individerna vistas främst i växtligheten och de kommer ibland ner till marken. De är aktiva på dagen och äter huvudsakligen blad. En flock har 15 till 150 medlemmar.